# Cantone di Annœullin
Il Cantone di Annœullin è una divisione amministrativa dell'Arrondissement di Lilla.
È stato costituito a seguito della riforma approvata con decreto del 17 febbraio 2014, che ha avuto attuazione dopo le elezioni dipartimentali del 2015.

## Composizione
Comprende i 24 comuni di:
- Allennes-les-Marais
- Annœullin
- Aubers
- La Bassée
- Bauvin
- Camphin-en-Carembault
- Carnin
- Don
- Fournes-en-Weppes
- Fromelles
- Hantay
- Herlies
- Illies
- Le Maisnil
- Marquillies
- Ostricourt
- Phalempin
- Provin
- Radinghem-en-Weppes
- Sainghin-en-Weppes
- Salomé
- Wahagnies
- Wavrin
- Wicres